# Bulgária javasolt világörökségi helyszínei
Bulgária területéről eddig tíz helyszín került fel a világörökségi listára, tizenhat helyszín a javaslati listán várakozik a felvételre. Bulgária 1974-ben csatlakozott a programhoz. 
| Megnevezés                                                                                 | Kép | Típus      | Kritérium        | Év   | Link |
| ------------------------------------------------------------------------------------------ | --- | ---------- | ---------------- | ---- | ---- |
| Neolitikumi lakóhelyek Sztara Zagorában                                                    |     | kulturális | III, IV          | 1984 | 44   |
| A Magura-barlang bronzkori barlangrajzai                                                   |     | kulturális | -                | 1984 | 45   |
| Nicopolis ad Istrum ókori városa                                                           |     | kulturális | III, IV          | 1984 | 47   |
| A szilisztrai római sír                                                                    |     | kulturális | I, III           | 1984 | 48   |
| Bacskovói kolostor                                                                         |     | kulturális | I, IV, VI        | 1984 | 49   |
| Melnik városa és a Rozsen kolostor                                                         |     | kulturális | I, IV            | 1984 | 50   |
| Ruszenszki Lom Natúrpark                                                                   |     | természeti | -                | 1984 | 54   |
| Az ókori Plovdiv                                                                           |     | kulturális | II, IV, VI       | 2004 | 1948 |
| Alekszandrovói trák sír                                                                    |     | kulturális | I, II, III       | 2004 | 1949 |
| Vracai karsztrezervátum                                                                    |     | természeti | VII, VIII, IX, X | 2011 | 5639 |
| Belogradcsiki sziklák                                                                      |     | természeti | VII, VIII        | 2011 | 5640 |
| Középső-Balkán Nemzeti Park                                                                |     | természeti | VII, VIII, IX, X | 2011 | 5641 |
| Pobiti Kamani                                                                              |     | természeti | VII, VIII        | 2011 | 5642 |
| Szeuthopolisz királyi nekropolisza – a Kazanlaki trák sírkamra helyszín kiterjesztése      |     | kulturális | I, II, III, IV   | 2016 | 6085 |
| Philippopolisi püspöki bazilika                                                            |     | kulturális | II, III, IV, VI  | 2018 | 6287 |
| A római limes bulgáriai szakasza Bulgária, Horvátország, Románia és Szerbia közös jelölése |     | kulturális | II, III, IV      | 2020 | 6474 |